# Ectrosia blakei
Ectrosia blakei är en gräsart som beskrevs av Charles Edward Hubbard. Ectrosia blakei ingår i släktet Ectrosia och familjen gräs. Inga underarter finns listade i Catalogue of Life.